# Джиббинг
Джиббинг (джибинг; англ. jibbing) — акробатика, прыжки, скольжение и передвижение по специально подготовленным фигурам из металла, дерева или пластика, или по элементам городской архитектуры (перила, парапеты). Есть различные виды джиблайна, предназначенные для использования на роликах, скейтборде, сноуборде, а также босиком, и в обычной обуви. Джиббинг — это всесезонное развлечение, так как для него достаточно натянутой стропы.
Наибольшую известность получила зимняя разновидность джиббинга — скольжение на лыжах и сноуборде по различным граням. Кроме джиблайна в качестве граней используются так же искусственные конструкции.
Джиббинг является одной из самых зрелищных дисциплин в сноуборде и ньюскуле. Цель соревнований по джиббингу — выявить сильнейших участников, демонстрирующих больше умения в скольжении по фигурам.
Американский райдер Джи Пи Уолкер считается открывателем этой дисциплины.
Джиббинг относят к спортивным молодёжным субкультурам. Само слово «джиббинг» рассматривается как часть социолекта сноубордистов.